# Syzeuctus kasparyator
Syzeuctus kasparyator är en stekelart som beskrevs av Aubert 1977. Syzeuctus kasparyator ingår i släktet Syzeuctus och familjen brokparasitsteklar. Inga underarter finns listade i Catalogue of Life.